# Református Újkollégium
A kecskeméti Református Újkollégium épületében ma a Kecskeméti Református Általános Iskola és a Kecskeméti Református Gimnázium működik.

## Története
Az épületet Mende Valér építész, grafikus tervezte, 1911 és 1912 között épült, dísztermének festett, színes üvegablakait Róth Manó, Róth Miksa öccse készítette. 2002-ben új tanulmányi és sportszárnnyal egészítették ki.